# María Isabel Manuel de Villena y Álvarez de las Asturias
María Isabel Manuel de Villena y Álvarez de las Asturias (Madrid, 21 de junio de 1850 - Madrid, 18 de abril de 1929) fue la XIII Marquesa de Rafal, IX Condesa de Vía Manuel, IX Condesa de Granja de Rocamora, XII Baronesa y después I Marquesa de Puebla de Rocamora, V Baronesa del Monte y portadora de dos Grandezas de España. También fue dama de la Orden de las Damas Nobles de la Reina María Luisa.

## El testamento de su padre
María Isabel era la primogénita del Marqués de Rafal José Casimiro Manuel de Villena y Bambalere y de María Josefa Álvarez de las Asturias Bohórquez y Giraldes de Cañas. Al nacer su hermano Enrique, le hacía perder sus derechos hereditarios por la condición de varón de Enrique. Sin embargo, José Casimiro decidió otorgar en testamento a su hija María Isabel los señoríos de Pizarra y Cheles junto al condado de Granja de Rocamora y a la baronía de Puebla de Rocamora.
Cuando José Casimiro redactó su testamento solo tenía dos hijos, María Isabel y Enrique. Al nacer una tercera hija, hija póstuma de José Casimiro, su esposa María Josefa, repartió la herencia de María Isabel entre ésta y su hermana María Esperanza. María Isabel quedó como Condesa de Granja de Rocamora y Baronesa de Puebla de Rocamora, mientras que su hermana María Esperanza quedó con los señoríos de Pizarra y Cheles.

## Toma de posesión y un nuevo título nobiliario
A finales del año 1866, María Isabel tomó posesión de su patrimonio ya de forma nominal a los 16 años. Fueron los títulos heredados de su padre, José Casimiro, del condado de Granja de Rocamora y la baronía de Puebla de Rocamora. 
La Reina de España Isabel II hizo merced del marquesado de Puebla de Rocamora a María Isabel en gratitud del apoyo que prestó a la corona en el pasado su abuelo Cristóbal Manuel de Villena y Melo de Portugal durante la Primera Guerra Carlista. El marquesado se creó en base de la baronía histórica de los Rocamora. María Isabel pasó a ser la I Marquesa de Puebla de Rocamora por Real Decreto del 18 de enero de 1867, tomando posesión tras el Real Despacho en Madrid del 30 de mayo de 1867.

## Matrimonio y descendencia
María Isabel se desposó en Madrid el 12 de enero de 1867 con Arturo de Pardo e Inchausti a los 16 años. Arturo de Pardo nació el 21 de julio de 1840 y fue Diputado, Capitán de Caballería, Maestrante de Zaragoza, Senador Vitalicio, Gentilhombre de cámara del Rey durante el reinado de Alfonso XII, y fue condecorado por la Gran Cruz de la Orden de Carlos III. El conde consorte de Vía Manuel falleció el 17 de marzo de 1907 a los 66 años. Fue enterrado en el cementerio de San Isidro de Madrid el 18 de marzo de 1907. El matrimonio residió en la calle Covarrubias, 3 de Madrid.
Tuvieron ocho hijos:
- Isabel de Pardo y Manuel de Villena (26 de octubre de 1867 - 1940), II marquesa de Puebla de Rocamora
- Josefa de Pardo y Manuel de Villena (13 de febrero de 1869 - 1976) <falleció a los 106 años>, VI condesa de Granja de Rocamora
- Arturo de Pardo y Manuel de Villena (27 de marzo de 1870 - 16 de agosto de 1907), I duque de Arévalo del Rey
- Laura María de Pardo y Manuel de Villena (22 de diciembre de 1872 - 22 de enero de 1914)
- Alfonso de Pardo y Manuel de Villena (18 de febrero de 1876 - 21 de junio de 1955), XIV marqués de Rafal
- María de la O de Pardo y Manuel de Villena (18 de octubre de 1878 - 1972)
- Ramón de Pardo y Manuel de Villena (29 de enero de 1880 - 1880)
- María del Milagro de Pardo y Manuel de Villena (diciembre de 1881 - 1 de junio de 1982) <falleció a los 100 años>

## La muerte sin descendencia de su hermano
El 24 de mayo de 1874 era asesinado con un arma de fuego Enrique Manuel de Villena y Álvarez de las Asturias a los 21 años y sin descendencia, recayendo sobre María Isabel el marquesado de Rafal, el condado de Vía Manuel, la baronía del Monte y la Grandeza de España. Ostentó 25 años el título de Marquesa de Rafal y el de Baronesa del Monte, 55 años el de Condesa de Vía Manuel, 75 años el de Condesa de Granja de Rocamora y 29 años el de Marquesa de Puebla de Rocamora. El condado de Granja de Rocamora y la baronía de la Puebla ya los poseía desde los 4 años bajo la tutoría de su madre.

## Sucesión
El 14 de noviembre de 1896 María Isabel cedió a su hija Isabel el marquesado de Puebla de Rocamora, obteniendo Isabel de esta forma su parte en la compleja herencia de su madre. 
En 1899 hizo cesión de algunos de los títulos que según sus deseos, debían de ser para sus dos hijos varones. María Isabel quería que sus dos hijos varones ostentaran los títulos más importantes, el condado de Vía Manuel y el marquesado de Rafal. Por el momento cedió la baronía del Monte a favor de su hijo Arturo, teórico heredero de todas sus posesiones y a quién el Rey de España Alfonso XIII concedería el 18 de mayo de 1903 el ducado de Arévalo del Rey. A Alfonso le cedió el marquesado de Rafal con su Grandeza de España.
María Isabel había intentado sin éxito rehabilitar el título de Duque de Arévalo para Arturo, en virtud de haber sido dicho territorio un feudo de los Manuel de Villena durante un tiempo en el siglo XIV. Pero hubo una fuerte oposición que lo impidió por aquel entonces.
En el ocaso de su vida y al igual que hiciera su padre, María Isabel decidió repartir los títulos que todavía tenía en su poder entre varios hijos en vez de heredarlo todo el teórico heredero, que era su hijo Alfonso, ya que para entonces el duque de Arévalo del Rey, Arturo, ya había fallecido. El condado de Vía Manuel, que María Isabel reservaba para su hijo Arturo, lo heredó el legítimo heredero de éste, Carlos Pardo-Manuel de Villena y Jiménez, que tras el fallecimiento de María Isabel en 1929, pasó a ser el nuevo Conde de Vía Manuel.
Cuando falleció María Isabel, sus hijos Isabel y Alfonso no heredaron nada debido a que se suponía que ya habían obtenido sus partes en 1896 y 1899 respectivamente, consistentes en los marquesados de Puebla de Rocamora y de Rafal.
A su hija Josefa le dejó en testamento el condado de Granja de Rocamora. María del Milagro y María de la O fueron las dos únicas miembro de la familia que no fueron agraciadas con títulos nobiliarios en el testamento de su madre y los otros dos hijos, Ramón y Laura María, ya habían fallecido para entonces.
De esta forma quedó dividido el poderío del Marqués de Rafal, que después de ser fraccionado tras la muerte de José Casimiro en 1854, volvía a sufrir una nueva fracturación esta vez mucho más profunda, que dejaba al marquesado de Rafal con la Grandeza de España como único título asociado.
Los dos títulos más importantes de la Casa de Manuel de Villena, títulos que eran el marquesado de Rafal y el condado de Vía Manuel que ya estaba en posesión de Carlos, nieto de María Isabel, quedaron en manos de las dos ramas de descendencia masculina de este linaje.
El 18 de abril de 1929 fallecía en Madrid a los 78 años de edad la marquesa María Isabel Manuel de Villena y Álvarez de las Asturias, pasando todos los títulos a sus herederos según su testamento.
| Predecesor: Enrique Manuel de Villena y Álvarez de las Asturias | Marquesa de Rafal 1874 – 1899            | Sucesor: Alfonso de Pardo y Manuel de Villena                                  |
| Predecesor: Enrique Manuel de Villena y Álvarez de las Asturias | Condesa de Vía Manuel 1874 – 1929        | Sucesor: Carlos Pardo-Manuel de Villena y Jiménez                              |
| Predecesor: José Casimiro Manuel de Villena y Bambalere         | Condesa de Granja de Rocamora 1854-1929  | Sucesor: Josefa de Pardo y Manuel de Villena                                   |
| Predecesor: Fue la primera Marquesa                             | Marquesa de Puebla de Rocamora 1867-1896 | Sucesor: Isabel de Pardo y Manuel de Villena                                   |
| Predecesor: José Casimiro Manuel de Villena y Bambalere         | Baronesa de Puebla de Rocamora 1854-1867 | Sucesor: La Baronía ascendió a Marquesado                                      |
| Predecesor: Enrique Manuel de Villena y Álvarez de las Asturias | Baronesa del Monte 1874-1899             | Sucesor: Arturo de Pardo y Manuel de Villena                                   |
| Predecesor: Enrique Manuel de Villena y Álvarez de las Asturias | grande de España 1874-1899               | Sucesor: Alfonso de Rafal y Conde-duque Carlos de Vía Manuel y Arévalo del Rey |